# Boxe aux Jeux de la Francophonie
Les compétitions de boxe anglaise des Jeux de la Francophonie sont organisés de 1997 à 2009.

## Boxe aux Jeux de la Francophonie
| Année | Édition                    | Lieu         | Lieu       | Date                     |
| 1997  | 3e Jeux de la Francophonie | Antananarivo | Madagascar | 28 août - 6 septembre    |
| 2001  | 4e Jeux de la Francophonie | Ottawa       | Canada     | 14 - 24 juillet          |
| 2005  | 5e Jeux de la Francophonie | Niamey       | Niger      | 8 - 16 décembre          |
| 2009  | 6e Jeux de la Francophonie | Beyrouth     | Liban      | 29 septembre - 5 octobre |